# Akagami no Shirayuki-hime
Akagami no Shirayuki-hime (赤髪の白雪姫?  lit. Blancanieves pelirroja), también conocida como Snow White with the Red Hair en inglés o La Blancanieves pelirroja en español, es una serie de manga escrita e ilustrada por Sorata Akizuki. Este ha dado origen a una serie de anime de dos temporadas y un OVA.

## Argumento
Shirayuki es una joven herborista de cabello rojo que vive en el reino de Tanbarun. El príncipe Raj quiere tomarla como concubina solo por su cabello, lo cual a Shirayuki no le parece muy agradable y decide escaparse dejando parte de su cabello. Una vez en el bosque, se encuentra con el príncipe Zen, del reino vecino de Clarines. Así, Shirayuki decide viajar junto a Zen.

## Personajes

### Principales
Shirayuki (白雪?)
Voz por: Saori Hayami
Es la personaje principal femenino de la historia. Es extremadamente hermosa y tiene el cabello rojo, lo cual le ha traído bastantes problemas por ser considerado como un cabello raro e inusual. Es una herbalista experta, y trabaja en el palacio de Clarines como herborista medicinal de la corte. Antes de conocer a Zen, trabajaba en Tanbarun vendiendo hierbas medicinales. Un día, unos guardias van a buscarla puesto que el primer príncipe, Raj, había decidido hacerla su concubina por tener un extravagante cabello rojo. Shirayuki decide huir al reino vecino, Clarines. Conoce a Zen y se establece ahí. Se hace muy amiga de Zen y con el tiempo sus sentimientos crecen y se enamoran.
Zen Wistaria (ゼン・ウィスタリア Zen Wisteria?)
Voz por: Ryōta Ōsaka
Es el personaje principal masculino de la historia. Es el segundo príncipe de Clarines. Es un experto en la lucha con espadas, debido a que desde pequeño ha practicado con su hermano mayor. Sus ayudantes, Mitsuhide y Kiki, tienen que vigilarlo constantemente porque suele evadir sus responsabilidades diarias. Siempre termina escapándose del castillo, puesto que quiere ver como está viviendo la gente de su reino. En una de estas escapatorias es cuando conoce a Shirayuki. Tras escuchar su historia, decide ayudarla y la invita a vivir a Clarines. Se hacen muy amigos y al igual que Shirayuki, comienzan a crecer sentimientos de amor hacia ella. Pese a ser joven, se lleva bien con los ciudadanos de su Reino.
Mitsuhide Lowen (ミツヒデ・ルーエン Mitsuhide Rōen?)
Voz por: Yūichirō Umehara
Ayudante de Zen y amigo de él. Tiene una actitud muy simpática. Es experto en la lucha de espadas, al igual que Zen. Al parecer tiene sentimientos por Kiki. Es enviado por el príncipe Izana para que vigile a Zen. En un inicio su relación es complicada, pero con el tiempo se acercan más y terminan estableciendo una gran amistad. Conoce a Kiki en una fiesta del palacio, en un inicio no sabe que ella es la nueva ayudante de Zen.
Kiki Seiran (木々・セイラン?)
Voz por: Kaori Nazuka
Ayudante de Zen y amiga de este. Es una mujer seria, independiente, reservada y discreta. Es experta en la lucha de espadas. Conoce a Mitsuhide en una fiesta en el palacio de Clarines. En un inicio mantiene oculto que es la nueva ayudante de Zen. Se preocupa de Zen y su bienestar, ello incluye que Shirayuki esté bien. Tiene sentimientos por Mitsuhide, pero prefiere mantenerlos ocultos. Le declara a Zen que cuando llegue el momento, confesará sus sentimientos.
Obi (オビ?)
Voz por: Nobuhiko Okamoto
Es un joven que se autoproclama sirviente del príncipe Zen, sin embargo este lo considera su amigo. Es muy hábil y audaz al moverse. Originalmente fue enviado por el marqués Haruka con la misión de asustar a Shirayuki y alejarla de Zen, pero tras ser descubierto por este, decide volverse su sirviente. Desde entonces, se dirige a Zen como "amo". De su pasado se conoce poco, pero se da a entender que vivió una vida muy solitaria y es por ello que se siente atraído por la protección que le brinda Zen y el cariño que le da este y Shirayuki. Tiene sentimientos por Shirayuki pero decide no revelar nada debido a que prioriza su lealtad a Zen y Shirayuki, por sobre todas las cosas.

### Secundarios

#### Clarines
Izana Wistaria (イザナ・ウィスタリア Izana Wisteria?)
Seiyū: Akira Ishida
Hermano mayor de Zen y primer príncipe de Clarines. En un inicio está en contra de la relación que tiene Zen con Shirayuki, puesto que siente que ella obstaculizaría su labor como segundo príncipe. Luego la termina aceptando cuando Zen le demuestra que no afectaría su rol como príncipe. 
Ryū (リユウ?)
Seiyū: Yūko Sanpei
Es el herborista más joven de la corte del palacio, de doce años de edad. A pesar de su corta edad, sabe mucho de hierbas. Debido a que es un genio, tiene problemas en relacionarse con los demás. Shirayuki es una de las pocas personas de las que se ha hecho amigo. Al parecer, siente atracción por ella, pero solo se interesa en su amistad. Le tiene miedo a las alturas.
Garack Gazelt (ガラク・ガゼルト Garaku Gazeruto?)
Seiyū: Yuko Kaida
Es la cabeza de los herboristas de la corte. Es una mujer excéntrica y su humor varia entre lo exigente a lo cómico. Posee un gran talento en el área medicinal. Se preocupa de su equipo de trabajo, es por ello que suele hablar con Ryuu y Shirayuki para estar al tanto de lo que les sucede.
Marqués Haruka (ハルカ候?)
Seiyū: Tomoyuki Shimura
Es asesor del castillo. Está en contra de la relación que tiene Zen con Shirayuki, debido a que esta no posee el estatus social apropiado para tener tal cercanía con el príncipe. Debido a que su plan para alejarla de Zen falla, se resigna a interferir en lo que el príncipe quiere.
Yatsufusa (八房?)
Seiyū: Rei Yamahata
Es el ayudante de Garack. Suele llevar un pañuelo en el rostro que le cubre los ojos.

#### Tanbarun
Raj Shenazard (ラジ・シェナザード Raji Shenazādo?)
Seiyū: Jun Fukuyama
Primer príncipe de Tanbarun. Le llamó la atención el cabello rojo de Shiyaruki y por eso la obliga a que sea su concubina. Luego de ver que Shirayuki está bajo la custodia de Zen, decide desistir de su propuesta de matrimonio por temor a este. Con el tiempo, conversa con Shirayuki y gracias a ella decide convertirse en un mejor príncipe para Tanbarun, también mejora su relación con Shirayuki haciéndose amigos y otorgándole un título extraño. Tiene dos hermanos menores.
Sakaki (サカキ?)
Seiyū: Katsuyuki Konishi
Guardia a cargo del príncipe Raji. Siempre lo aconseja y apoya cualquier contacto que pueda tener con Shirayuki, porque sabe que ella es capaz de apoyar en el crecimiento de Raj como persona.
Rona Shenazard (ロナ・シェナザード Rona Shenazādo?)
Seiyū: Inori Minase
Primera princesa de Tanbarun, hermana menor de Raji y gemela de Eugena. Apoya la relación entre Raj y Shirayuki y cada vez que se le presenta la oportunidad, decide dar un pequeño empujón.
Eugena Shenazard (ユジナ・シェナザード Yujina Shenazādo?)
Seiyū: Mikako Komatsu
Segundo príncipe de Tanbarun, hermano menor de Raji y gemelo de Rona. Apoya la relación entre Raj y Shirayuki y ayuda a su hermana en los planes que esta trama, para juntar a Raj y Shirayuki.
Mihaya (巳早?)
Es el tercer hijo del ex-conde de Sisk. Para ganar dinero, decide secuestrar a Shirayuki y entregarla a la gente de clase alta, pero su plan no resulta puesto que Zen lo detiene. Más tarde, cuando unos piratas intentan secuestrar a Shirayuki, se une a Zen en su rescate. Con el tiempo termina trabajando para Raj, en apoyo al Reino de Tanbarun.

#### Leones de la Montaña
Kazuki (鹿月?)
Seiyū: Sachi Kokuryū
Joven que secuestró a Shirayuki, no le agradan los nobles. Tiene el pelo rubio y largo y parece una chica.
Itoya (イトヤ?)
Seiyū: Shintarō Asanuma
Ayudó a secuestrar a shirayuki, es muy hábil y un experto en el combate mano a mano.
Mukaze (武風?)
Seiyū: Tōru Ōkawa
Jefe de los "Leones de la Montaña". Con el tiempo se revela que es el padre de Shirayuki.

## Media

### Manga
Fue publicado en la revista LaLa DX de la editorial Hakusensha entre el 10 de agosto de 2006 y el 10 de agosto de 2011. A partir del 24 de septiembre de 2011 está siendo publicado por la revista LaLa de la misma editorial. A la fecha, presenta 27 tomos y aún sigue en publicación.
Las editoriales Kana y Sharp Point Press están publicando la obra en Francia y Taiwán, respectivamante.

#### Lista de volúmenes
| Volumen | Fecha de publicación en Japón | Fecha de publicación en Francia |
| ------- | ----------------------------- | ------------------------------- |
| 01      | 5 de diciembre de 2007        | 20 de enero de 2012             |
| 02      | 5 de agosto de 2008           | 20 de enero de 2012             |
| 03      | 5 de marzo de 2009            | 6 de abril de 2012              |
| 04      | 4 de enero de 2010            | 6 de julio de 2012              |
| 05      | 29 de diciembre de 2010       | 5 de octubre de 2012            |
| 06      | 5 de septiembre de 2011       | 15 de febrero de 2013           |
| 07      | 5 de marzo de 2012            | 7 de junio de 2013              |
| 08      | 5 de septiembre de 2012       | 18 de octubre de 2013           |
| 09      | 5 de marzo de 2013            | 21 de febrero de 2014           |
| 10      | 5 de julio de 2013            | 22 de agosto de 2014            |
| 11      | 4 de enero de 2014            | 5 de diciembre de 2014          |
| 12      | 3 de octubre de 2014          | 21 de agosto de 2015            |
| 13      | 3 de abril de 2015            | 8 de abril de 2016              |
| 14      | 3 de julio de 2015            | 21 de octubre de 2016           |
| 15      | 5 de enero de 2016            | 7 de abril de 2017              |
| 16      | 8 de mayo de 2016             | 6 de octubre de 2017            |
| 17      | 2 de marzo de 2017            | 20 de abril de 2018             |
| 18      | 30 de octubre de 2017         | 26 de octubre de 2018           |
| 19      | 30 de octubre de 2017         | 19 de abril de 2019             |
| 20      | 15 de junio de 2018           | 18 de octubre de 2019           |
| 21      | 5 de septiembre de 2019       | 10 de julio de 2020             |
| 22      | 5 de marzo de 2020            | 19 de febrero de 2021           |
| 23      | 5 de abril de 2021            | 17 de septiembre de 2021        |
| 24      | 4 de junio de 2021            | 18 de febrero de 2022           |
| 25      | 2 de mayo de 2022             | 21 de abril de 2023             |
| 26      | 5 de julio de 2023            | 26 de abril de 2024             |
| 27      | 2 de mayo de 2025             |                                 |

### Anime
La serie de anime ha sido adaptada por el estudio BONES. La misma constó de doce episodios que fueron televisados por los canales Animax, BS Fuji, Tokyo Metropolitan Television, TV Aichi, Yomiuri Telecasting Corporation durante la temporada de verano de 2015.
En países de habla inglesa, la serie ha sido transmitida por el canal Animax Asia y a través de Intenet por el sitio Funimation. En Francia, es transmitido por el sitio Anime Digital Network.
Una segunda temporada fue estrenada el 11 de enero de 2016 y contó con 12 episodios. Tanto el reparto como el equipo de producción fueron los mismos que en el primer anime y el OVA, sumándose al reparto los actores que representaron a los nuevos personajes. La transmisión en Japón, Francia y países de habla inglesa es a través de los mismos medios que la primera temporada. Crunchyroll obtuvo la licencia de la serie fuera de Asia.

### One-shots
Dos historias cortas fueron incluidas durante la publicación del manga. La primera, fue en la revista LaLa DX, y la segunda, en LaLa: Los one-shots son Hachigatsu no Shikisai (八月の四季彩) y Bokura wo Tsunaide (僕らをつないで。)

### Akagami no Shirayukihime: Nandemonai Takaramono, Kono Page
El estudio BONES realizó un episodio especial en formato OVA, denominado Akagami no Shirayukihime: Nandemonai Takaramono, Kono Page (赤髪の白雪姫 ～なんでもない宝物、この頁～ -No atesores esta hoja-). El mismo fue lanzado el 5 de enero de 2016 junto con el decimoquinto volumen del manga. El equipo de producción y el reparto fue el mismo que el de la primera temporada.
En este episodio especial Shirayuki y Zen tienen una cita por la ciudad. La historia fue adaptada de los siguientes capítulos del manga: Shirayuki to Zen, Hajimete no Joukamachi Date (白雪とゼン、はじめての城下町デート), Raji Ouji Youshou no Migiri (ラジ王子幼少のみぎり) y Hajimari no Zen & Mitsuhide & Kiki (始まりのゼン＆ミツヒデ＆木々).

## Recepción
El 16º tomo del manga fue el 14º más vendido de Japón durante el mes de agosto de 2016, con 190.225 copias. El 17° tomo vendió 82.522 copias en su semana de lanzamiento, siendo el 7° más vendido en Japón en dicha semana y también el 7º más vendido en el mes de febrero de 2017.